# Паланка (Каларашский район)
Паланка (рум. Palanca) — село в Каларашском районе Молдавии. Наряду с сёлами Хыржаука, Леордоая и Мындра входит в состав коммуны Хыржаука.

## География
Село расположено на высоте 164 метров над уровнем моря.

## Население
По данным переписи населения 2004 года, в селе Паланка проживает 956 человек (468 мужчин, 488 женщин).
Этнический состав села:
| Национальность | Число жителей | Процентный состав |
| -------------- | ------------- | ----------------- |
| украинцы       | 775           | 81.07             |
| молдаване      | 148           | 15.48             |
| русские        | 22            | 2.3               |
| цыгане         | 6             | 0.63              |
| гагаузы        | 1             | 0.1               |
| болгары        | 1             | 0.1               |
| прочие         | 3             | 0.31              |
| Всего          | 956           | 100 %             |